# Interleukin-3 receptor
Interleukin-3 receptor (IL-3R) je molekula nacházející se na povrchu buněk. Receptor patří do rodiny cytokinových receptorů I. třídy, transmembránových proteinů, někdy označených jako receptory hematopoetinu. Receptor je aktivován navázáním ligandu IL-3, monomerního cytokinu produkovaného aktivovanými T-buňkami, monocyty/makrofágy a stromálními buňkami. Funkce receptoru spočívá v regulaci proliferace a diferenciace hematopoetických buněk.

## Struktura
IL-3 receptor je heterodimer, složený z alfa a beta podjednotky. Oba řetězce patří do rodiny cytokinových receptorů I. třídy, s kterými sdílí velmi podobný aminokyselinový motiv.
- Alfa podjednotka (IL-3RA, CD123, diferenciační skupina 123) je transmembránový protein o velikosti 70kDa. Jedná se o ligand vazebnou podjednotku, která obsahuje extracelulární vazebnou doménu zodpovědnou za vazbu IL-3, transmembránovou doménu a krátkou intracelulární N-terminální doménu. Alfa podjednotka je homologem pro alfa řetězce receptorů IL-5R a GM-CSF.[3][4]

- Beta podjednotka (IL-3RB, CD131, diferenciační skupina 131) je signální podjednotka o velikosti 125kDa. Její strukturní motiv sdílí společně s cytokinovými receptory I. typu: IL-3R, IL-5R a GM-CSF receptorem. Proto je rovněž označována jako společná (βc) podjednotka.[4]

Navázání ligandu IL-3 na alfa podjednotku indukuje vznik heterodimerního receptoru alfa a beta podjednotky, spojeného disulfidickými můstky. Po seskupení alfa a beta podjednotky receptoru, beta podjednotka násobě zvyšuje afinitu vazby k ligandu.

## Lokalizace
IL-3R je exprimován na povrchu hematopoetických progenitorových buněk, monocytech a B-lymfocytech. Lze jej rovněž nalézt na bazofilních granulocytech, pDC , stejně jako na některých cDC mezi mononukleárními buňkami periferní krve.
CD123 je exprimován napříč subtypy akutní myeloidní leukémie (AML), včetně leukemických kmenových buněk .

## Funkce
IL-3 receptor je asociován s velkým počtem intracelulárních signálních drah, zahrnujících Ras/Raf/MAPK, JAK/STAT, PI3K/Akt, SAPK/JNK signalizaci. Vazba ligandu na receptor způsobí jeho konformační změnu což indukuje navázání JAK kináz, nereceptorových tyrozin kináz, především JAK2 na receptor. Kinázy fosforylují tyrozinové zbytky na beta řetězci. Tato fosforylace umožní navázání dalších signálních molekul a spustí výše zmíněné signální kaskády vedoucí k intracelulární odpovědi. Tyto signální dráhy regulují buněčnou proliferaci, diferenciaci a přežívání v hematopoetických buněčných linií.

## Gen IL-3R
Gen kódující alfa podjednotku receptoru se nachází v pseudoautozomální oblasti chromozomů X a Y. Lokus genu pro beta podjednotku se nachází na dlouhém rameni 22. chromozomu.

## Využití CD123 pro léčbu hematopoetických malignit

### Cílená léčba
Tagraxofusp představuje protinádorový lék zacílený na CD123. Jedná se o lidský IL-3 fúzovaný s difterickým toxinem. Lék je schválenou pro léčbu pacientů s blastickou plazmocytoidní dendritickou buněčnou neoplazií (BPDCN). Experimentální konjugát protilátka-lék SGN-CD123A se zaměřuje na CD123 jako možnou léčbu AML.

### CD123 CAR-T terapie
Hemopoetické kmenové buňky pacientů s akutní myeloidní leukémií (AML) vykazují zvýšenou expresi IL-3R na svém povrchu. Nadměrné množství receptoru na povrchu buněk AML umožňuje jeho využití jako povrchového markeru pro zacílení na nádorové buňky. To z IL-3R, respektive z alfa řetězce receptoru IL-3 (CD123) dělá jeden z potencionálních cílů imunoterapie pomocí CAR T-lymfocytů.
Byly vytvořeny chimérické antigenní receptory (CD123 CAR) složené z CD123 jednořetězcového variabilního fragmentu (scFv) v kombinaci s CD28 kostimulační doménou. V rámci CD123 CAR-T terapie jsou odebrány T-lymfocyty pacienta s AML. Tyto buňky jsou transdukovány uměle připraveným CD123 CAR genem a poté namnoženy in vitro. Dojde k zisku velkého množství cytotoxických T-buněk rozpoznávajících interleukin-3 receptor na povrchu buněk. Je dokázáno, že takto uměle připravené T-lymfocyty způsobují lyzi nádorových buněk a rovněž zvýšenou sekreci interferonu IFN-γ a tumor nekrotizujícího faktoru TNF-α.
Tato metoda se momentálně nachází v 1. fázi klinického testování.